# Bahnhof Lutum

Der Bahnhof Lutum ist ein Bahnhof an den Bahnstrecken Duisburg–Rheine–Quakenbrück und Empel-Rees–Münster in der gleichnamigen Bauerschaft zwischen Billerbeck und Coesfeld.

## Geschichte
| \| \| \| ehem. von Quakenbrück/Rheine \| \| \| \| \| von Münster \| \| \| \| \| \| \| \| \| \| heutiger Bahnsteig \| \| \| \| \| Lutum Streckenwechsel (seit 1994) \| \| \| \| \| nach Coesfeld \| \| |  |                                   |                                   |
| Strecke (außer Betrieb) |  | ehem. von Quakenbrück/Rheine      | ehem. von Quakenbrück/Rheine      |
| Strecke (außer Betrieb) · Strecke von links |  | von Münster                       | von Münster                       |
| Abzweig ehemals geradeaus und von links · Abzweig geradeaus und nach rechts |  |                                   |                                   |
| Strecke · Bahnhof |  | heutiger Bahnsteig                | heutiger Bahnsteig                |
| Abzweig geradeaus und von links · Abzweig ehemals geradeaus und nach rechts |  | Lutum Streckenwechsel (seit 1994) | Lutum Streckenwechsel (seit 1994) |
| Strecke · Strecke (außer Betrieb) |  | nach Coesfeld                     | nach Coesfeld                     |

Der Bahnhof wurde im Jahr 1905 an der bereits 1879 in Betrieb gegangenen Strecke von Duisburg über Rheine nach Quakenbrück eröffnet, erlangte jedoch erst am 1. März 1908 mit Eröffnung der heute östlich von Coesfeld als Baumbergebahn bezeichneten Strecke zwischen Empel-Rees und Münster eine betriebliche Bedeutung, da beide Strecken ab Coesfeld parallel verliefen und sich in Lutum trennten. Infolgedessen wurde der Bahnhof erweitert, sodass auch die lokale Wirtschaft (hauptsächlich Agrarbetriebe) hier ihre Güter umschlagen konnte.
1984 wurde der Personenverkehr und 1994 der Güterverkehr zwischen Coesfeld und Rheine eingestellt, woraufhin man ab Lutum mit dem Abbau der Gleise begann. Zuvor war im Bahnhof Lutum die Gleisverbindung zwischen den Strecken bereits entfernt worden. Lediglich das Stück von der heutigen Betriebsstelle Lutum Streckenwechsel bis Coesfeld wurde aufgrund des guten Zustands erhalten und der Verkehr der Strecke Coesfeld – Münster auf dieses Gleis verlegt. Lutum war seitdem lediglich Haltepunkt mit einem Bahnsteig sowie rein formeller Funktion für den Streckenwechsel.
Bei der Ertüchtigung der Baumbergebahn im Jahr 2011 wurde in Lutum zugunsten eines Halbstundentakts auf der Münsteraner Strecke auf der Fläche des ehemaligen Rheiner Gleises ein Kreuzungsgleis ohne Bahnsteig errichtet, seitdem ist Lutum wieder ein Bahnhof. Im Gegensatz zum werktäglichen Halbstundentakt auf dem Rest der Strecke wird in Lutum mangels eines zweiten Bahnsteigs weiterhin nur stündlich planmäßig gehalten.

## Eisenbahnraub
Im Zeitraum zwischen Oktober 1948 und Mai 1950 wurden Waren im Wert von insgesamt ca. 160.000 Mark aus Güterzügen der Linie Coesfeld – Münster gestohlen. Die Bahnpolizei war mehrfach zwischen Billerbeck und Lutum im Einsatz, konnte jedoch keine Täter finden. Im Mai 1950 wurde ein Bauer aus Lutum zu einem festgefahrenen Auto im Wald zur Hilfe gerufen, was diesem sehr seltsam vorkam, weshalb er sich das Kennzeichen des Wagens notierte und der Polizei meldete. Diese bildete schnell die Verknüpfung zu den verschwundenen Gütern und konnte den Halter ausfindig machen. Die Ermittlungen zeigten, dass die Güter von einem Bahnmitarbeiter immer bei Streckenkilometer 79,9, also ca. vier Kilometer vom Bahnhof entfernt, aus dem Zug geworfen und anschließend in einem Wald versteckt wurden. Insgesamt neun Personen wurden angeklagt, der Haupttäter aus Coesfeld wurde zu drei Jahren und vier Monaten Zuchthaus und seine Frau zu 15 Monaten Gefängnis verurteilt.

## Bedienung
| Linie | Linienverlauf | Takt   | Betreiber |
| ----- | --- | ------ | --------- |
| RB 63 | Baumberge-Bahn: Coesfeld (Westf) – Coesfeld Schulzentrum – Lutum – Billerbeck – Havixbeck – Münster-Roxel – Münster-Mecklenbeck – Münster (Westf) Hbf (– Münster Zentrum Nord) (nur wochentags) Stand: Fahrplanwechsel Dezember 2023 | 60 min | DB Regio  |